# Смольский, Роман Евгеньевич
Роман Евгеньевич Смольский (род. 6 мая 1995 года) — российский пловец-марафонец.

## Карьера
Тренируется в Туле у Н. П. Дудченко в спортивной школы олимпийского резерва «Дельфин».
В апреле 2015 года стал мастером спорта международного класса. В июле 2015 года принял участие в чемпионате мира, где в составе российской четвёрки стал вице-чемпионом в смешанной эстафете 4х2 км.
В 2017 году стал двукратным чемпионом России по марафонским заплывам в ластах на реке Воронке под Тулой. Роман Смольский победил на дистанциях 2 и 6 километров.
На чемпионате Европы 2017 года стал чемпионом в смешанной эстафете, а также завоевал серебро в личном заплыве на 6000 м.